# Borsten-Miere
Die Borsten-Miere (Minuartia setacea) ist eine Pflanzenart aus der Gattung der Mieren (Minuartia) innerhalb der Familie der Nelkengewächse (Caryophyllaceae).

## Beschreibung

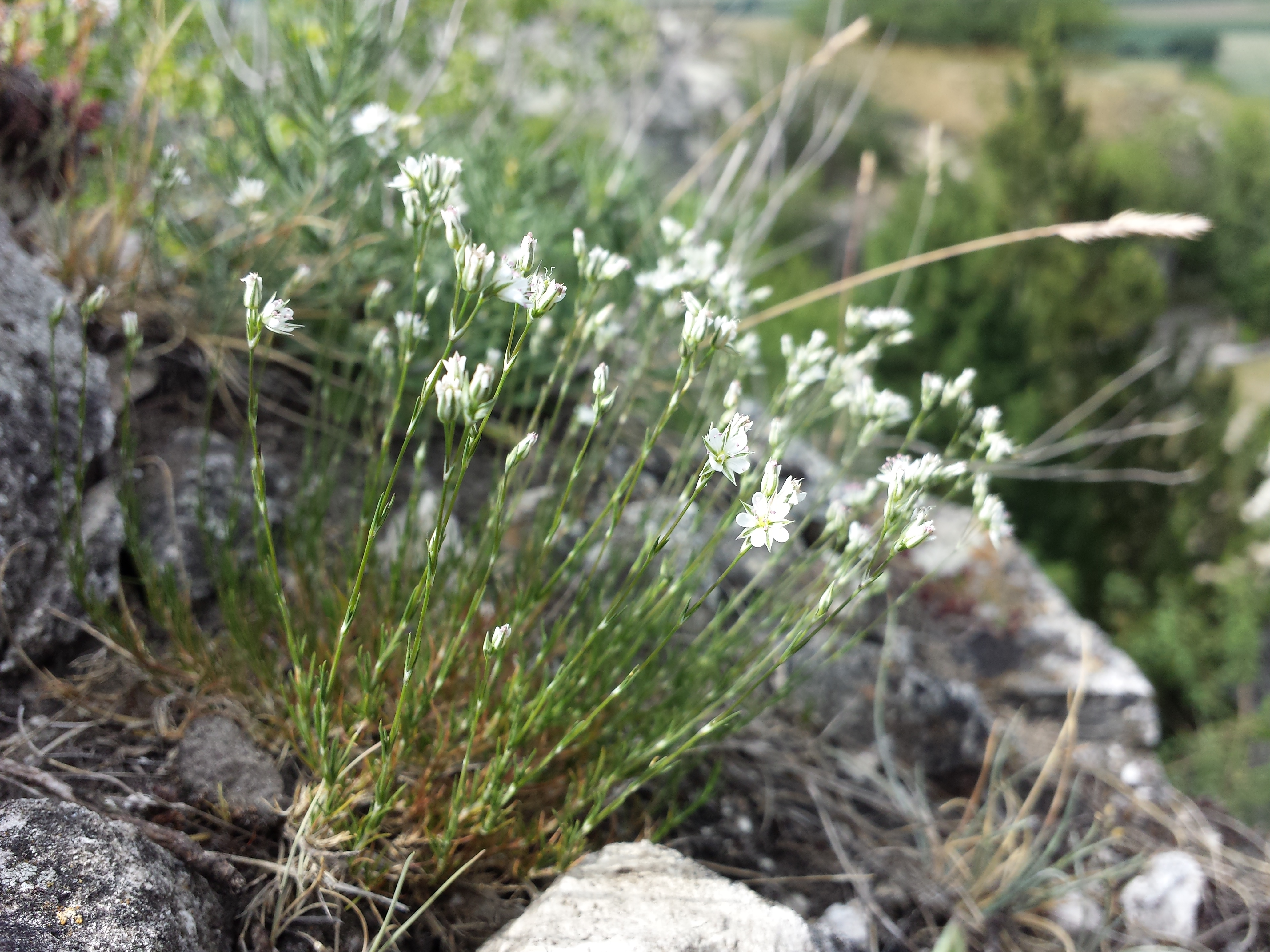
Habitus und Blüten

### Vegetative Merkmale
Die Borsten-Miere ist eine ausdauernde krautige Pflanze, die Wuchshöhen von meist 10 bis 15 Zentimetern erreicht. Die meist zahlreichen Stängel stehen mehr oder weniger aufrecht. Die gegenständig angeordneten Laubblätter sind sitzend. Die einfache, ungeteilte Blattspreite ist bei einer Länge von meist 3 bis 20 Millimetern, die 5- bis 30-mal größer als die Breite ist, linealisch bis pfriemlich und ganzrandig. An der Basis sind die Blätter hautrandig verbreitert und dort kurz und dicht gewimpert. Es sind keine Nebenblätter vorhanden.

### Generative Merkmale
Die Blütezeit der Borsten-Miere reicht in Mitteleuropa von Mai bis Mitte September. Der Blütenstand ist eine Thyrse. Die Blütenstiele der Endblüten sind zur Blütezeit meist doppelt bis viermal so lang wie die Kelchblätter und gleich lang bis dreimal so lang wie die obersten Laubblätter. Die Blüten sind endständig und gabelständig.
Die zwittrigen Blüten sind radiärsymmetrisch mit doppelter Blütenhülle. Die fünf freien Kelchblätter sind 2 bis 4,5 mm lang, am Ende spitz und von weißer Farbe mit grünen Streifen beiderseits des Mittelnervs. Die fünf ungeteilten, weißen Kronblätter sind etwas länger als die Kelchblätter. Sie sind eiförmig-länglich bis verkehrt eiförmig und allmählich in den kurzen Schnabel verschmälert. Es sind zwei Kreise mit je fünf Staubblättern vorhanden. Es ist ein oberständiger Fruchtknoten mit drei Griffeln vorhanden.
Die Kapselfrucht öffnet sich mit drei Fruchtklappen. Die Frucht ist so lang oder etwas länger als die Kelchblätter. Die Samen sind nierenförmig, 0,7 bis 0,8 Millileter breit und braun bis fast schwarz.

### Chromosomenzahl
Die Chromosomenzahl beträgt 2n = 30.

## Ökologie
Bei der Borsten-Miere handelt es sich um einen Chamaephyten.

## Vorkommen
Die Borsten-Miere hat ihr natürliches Verbreitungsgebiet u. a. in Mittel-, West-, Ost- und Südosteuropa. Es gibt Fundortangaben für Frankreich, Deutschland, Österreich, Ungarn, Italien, Polen, die Slowakei, die Ukraine, Moldawien, Rumänien, Bulgarien, Albanien, Griechenland und auf Inseln in der Ägäis. Im deutschsprachigen Raum ist die Borsten-Miere nur in Österreich und Deutschland indigen. Sie steigt in Mitteleuropa nicht über 400 Meter Meereshöhe auf.
In Österreich tritt die Borsten-Miere in Niederösterreich, dem Burgenland, der Steiermark und möglicherweise in Oberösterreich und Tirol zerstreut bis selten auf Fels- und Schotterfluren in der collinen bis submontanen Höhenstufe auf. Die Borsten-Miere gilt in Österreich als gefährdet. In Deutschland kommt sie in Bayern im Donau-, Naab- und Altmühltal vor und kam früher in Baden-Württemberg am Kaiserstuhl vor.
Die Borsten-Miere gilt als kalkliebend. Sie kommt auf flachgründigen Steinböden, auf Kalk, Dolomit, Basalt, Porphyr etc. vor und ist sommerwärmeliebend. Sie ist in Mitteleuropa eine Charakterart des Diantho-Festucetum, kommt aber auch in Pflanzengesellschaften des Verbands Xerobromion vor.

## Taxonomie und Systematik
Die Borsten-Miere wurde 1799 von Jean Louis Thuillier in Flore des Environs de Paris 2. Auflage Seite 220 als Arenaria setacea erstbeschrieben. Die Art wurde 1908 von August von Hayek in Flora von Steiermark Band 1, Seite 271 als Minuartia setacea (Thuill.) Hayek in die Gattung Minuartia gestellt. Ein Synonym ist Alsine setacea (Thuill.) Mert. & W.D.J.Koch.
Für Österreich werden zwei Unterarten angegeben, die jedoch weiterer Erforschung bedürfen:. In Europa gibt es etwa drei Unterarten:
- Gewöhnliche Borsten-Miere (Minuartia setacea subsp. setacea): Die Kelchblätter sind hier meist 3 bis 3,5 mm lang und eiförmig-lanzettlich. Die Kronblätter sind 3,5 bis 4,5 mm lang. Die Blühtriebe besitzen meist 5 bis 20 Blüten.
- Banater Borsten-Miere (Minuartia setacea subsp. bannatica (Rchb.) Nyár.): Die Kelchblätter sind hier meist 3,5 bis 4,5 mm lang und linealisch-lanzettlich. Die Kronblätter sind 5 bis 5,5 mm lang. Die Blühtriebe besitzen meist nur 2 bis 5 Blüten. Sie kommt in Österreich, Ungarn, den früheren Jugoslawien, Griechenland, Bulgarien, Rumänien und in der Slowakei vor.[4]
- Minuartia setacea subsp. olympica Kamari: Sie kommt nur in Griechenland vor.[4]

## Bilder

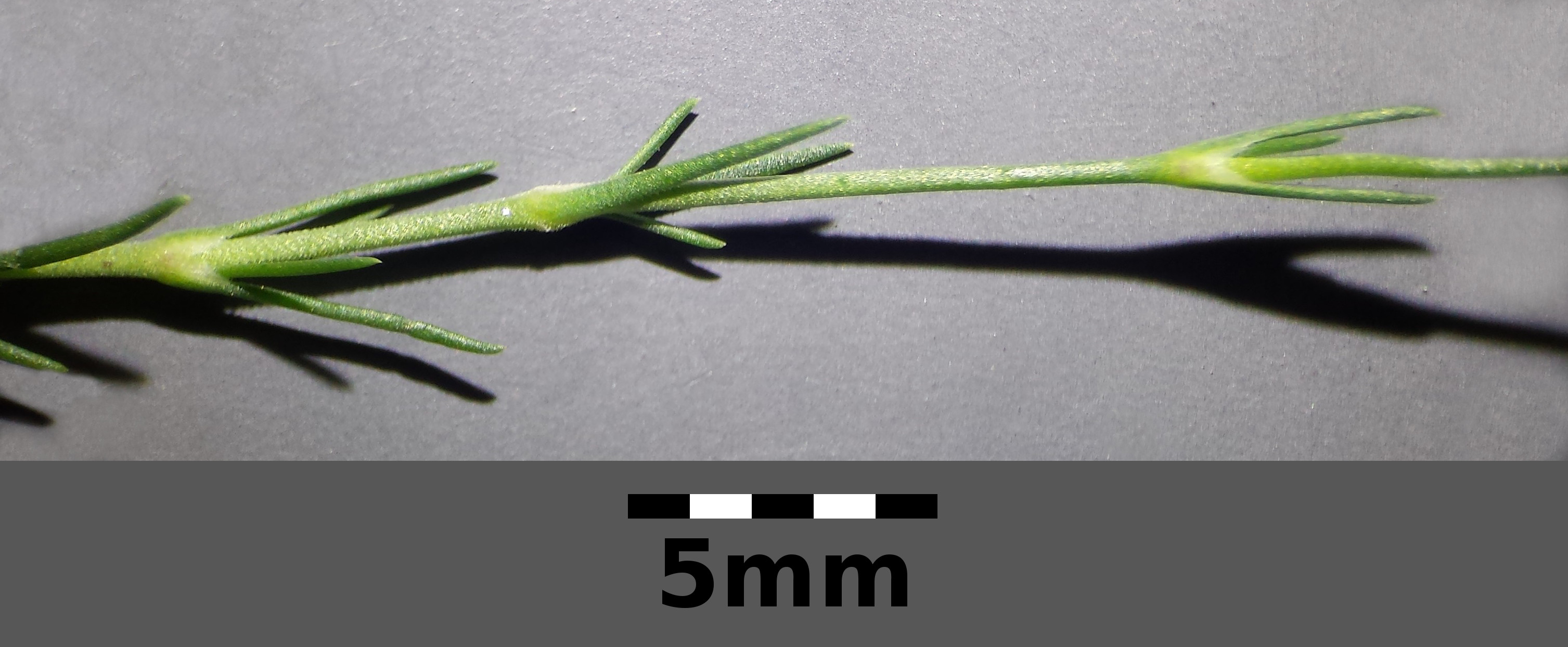
Stängel mit linealischen Laubblättern.
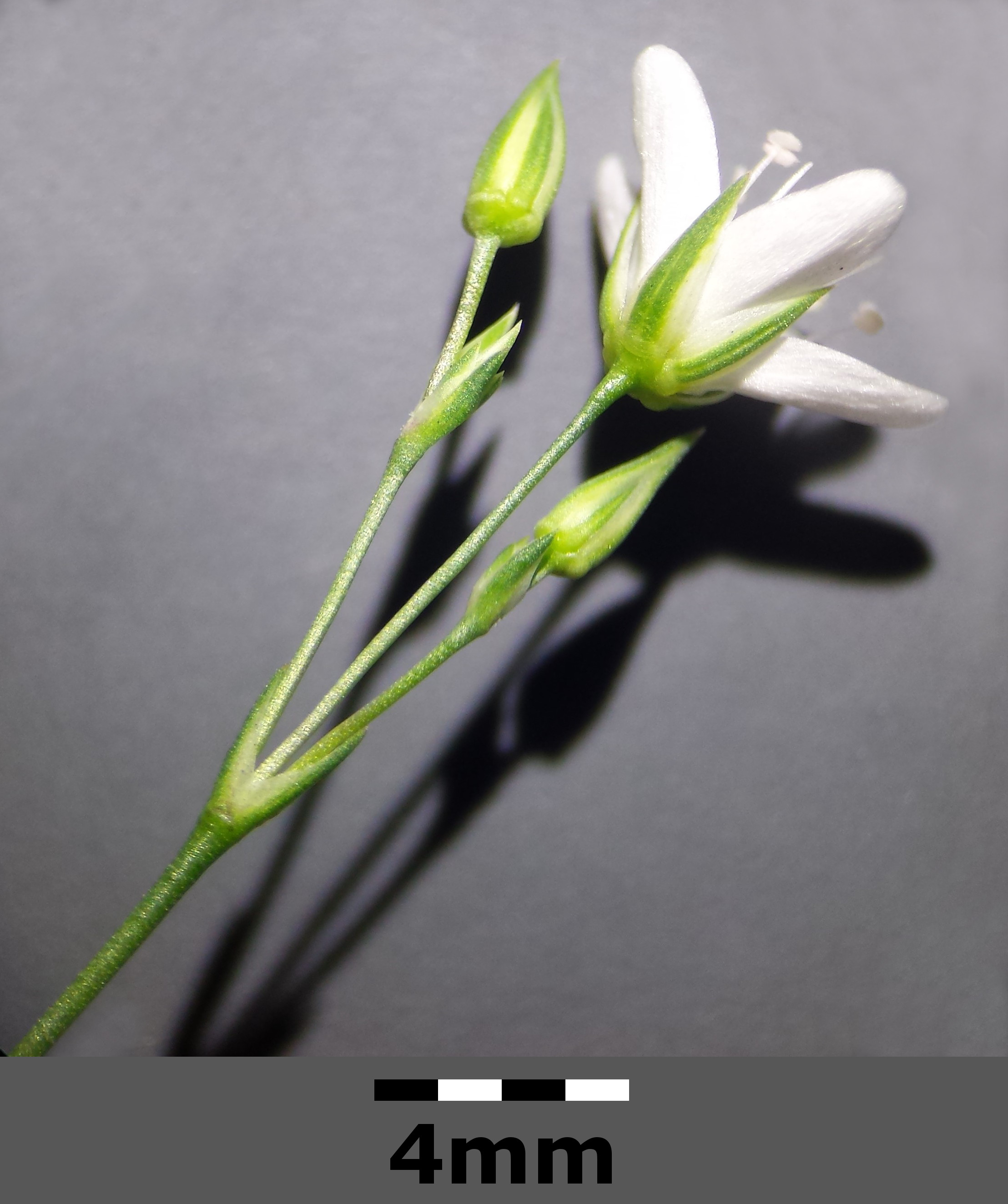
Der Blütenstand ist eine lockere Thyrse, die Blütenstiele sind meist zwei- bis viermal so lang wie der Kelch.
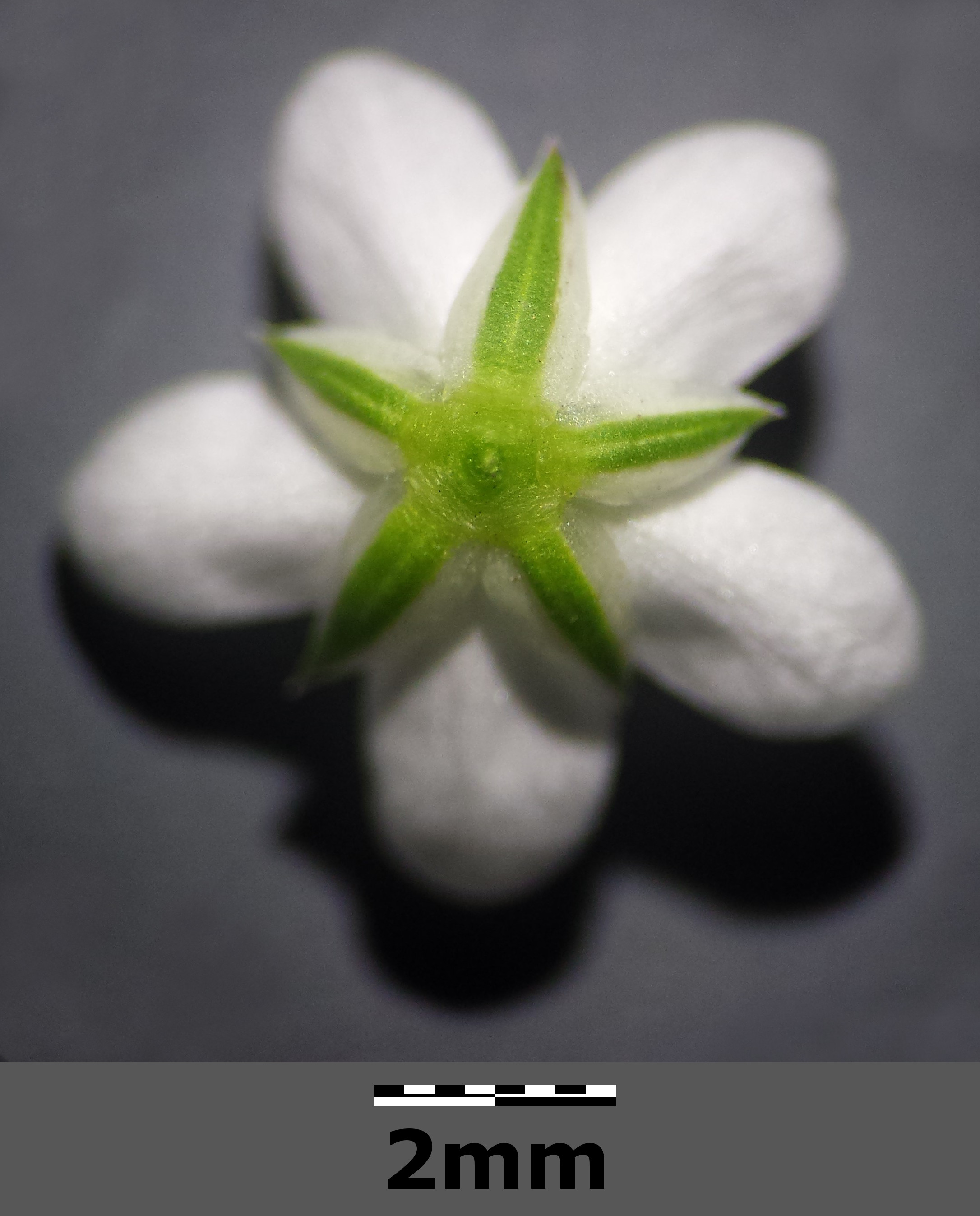
Die Kelchblätter sind weiß und weisen beidseits des Mittelnervs einen grünen Streifen auf.
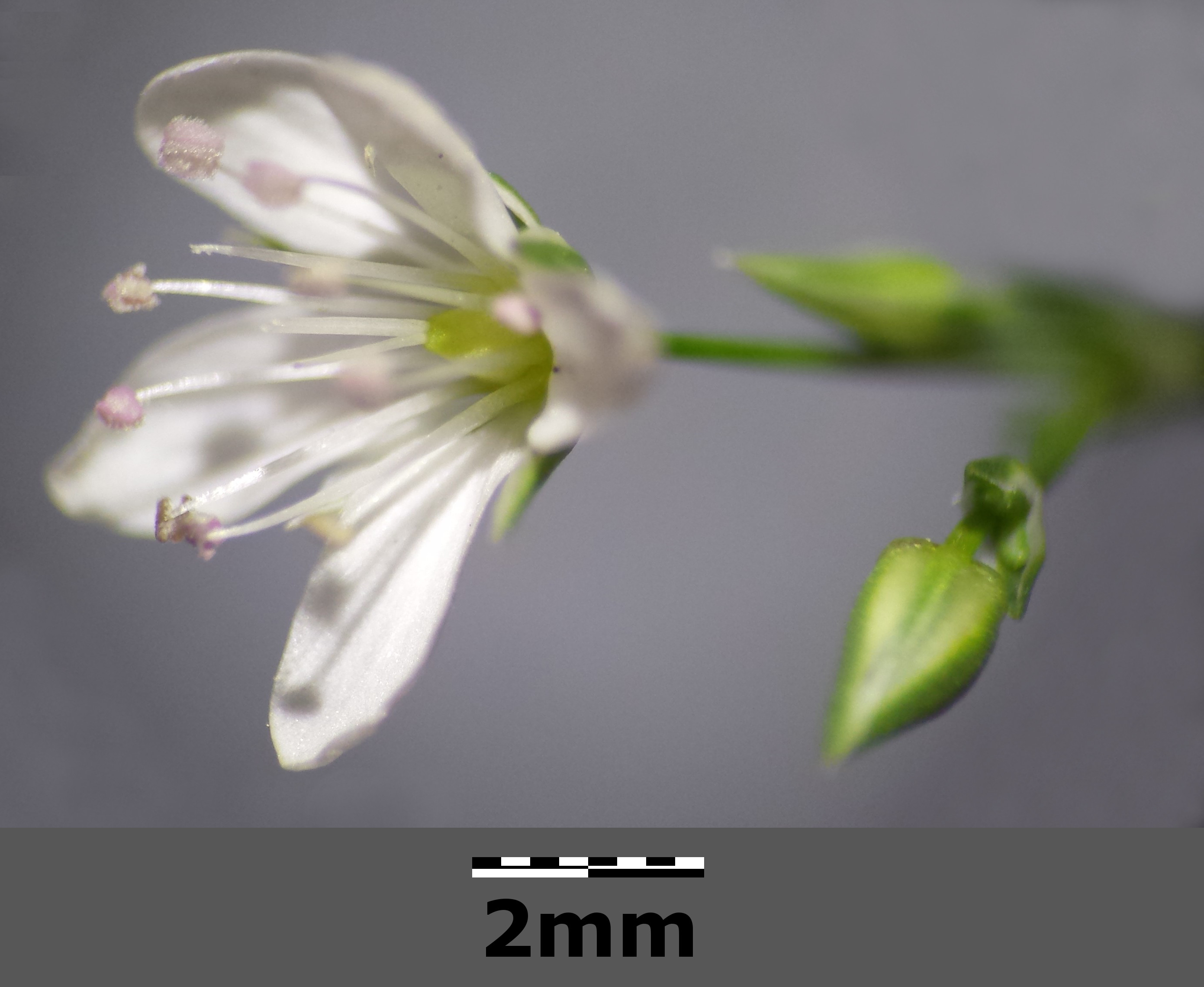
Die Blüten weisen fünf Kronblätter, einen oberständigen Fruchtknoten mit drei Griffeln und zehn Staubblätter auf.
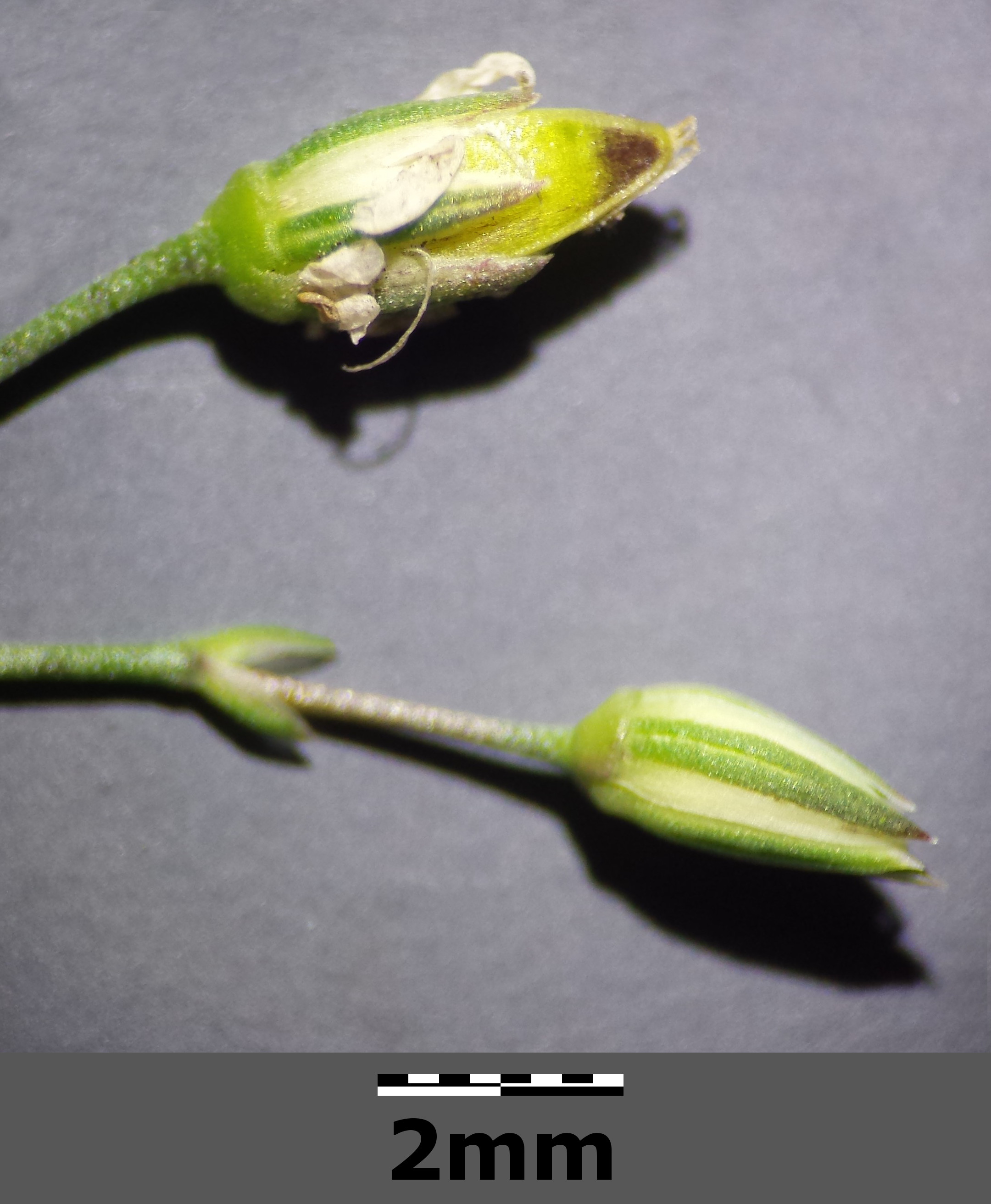
Die Frucht (oben) ist so lang oder länger als die Kelchblätter.